# Lago S. Giuliano e Timmari
Lago S. Giuliano e Timmari este o arie protejată (arie specială de conservare — SAC, sit de importanță comunitară — SCI, arie de protecție specială avifaunistică — SPA) din Italia întinsă pe o suprafață de 2.575 ha, integral pe uscat.

## Localizare
Centrul sitului Lago S. Giuliano e Timmari este situat la coordonatele 40°37′32″N 16°29′07″E / 40.6256°N 16.4853°E.

## Înființare
Situl Lago S. Giuliano e Timmari a fost declarat sit de importanță comunitară în septembrie 1995 pentru a proteja 1 specie de plante și 106 specii de animale. Alte tipuri de protecție:
- arie de protecție specială avifaunistică (în noiembrie 1998)[3]
- arie specială de conservare (în septembrie 2013)[2][4][5]

## Biodiversitate
Situată în ecoregiunea mediteraneană, aria protejată conține 6 habitate naturale: Pseudostepă cu ierburi și specii anuale de Thero-Brachypodietea, Păduri de Quercus ilex și Quercus rotundifolia, Iazuri temporare mediteraneene, Râuri mediteraneene cu debit permanent cu specii de Paspalo-Agrostidion și galerii riverane de Salix și de Populus alba, Lacuri eutrofice naturale cu vegetație de tip Magnopotamion sau Hydrocharition, Tufărișuri termo-mediteraneene și de pre-deșert.
La baza desemnării sitului se află mai multe specii protejate:
- plante (1): Stipa austroitalica
- păsări (96): uliu păsărar (Accipiter nisus), pescăruș albastru (Alcedo atthis), rață sulițar (Anas acuta), rață pitică (Anas crecca), rață mare (Anas platyrhynchos), gârliță mare (Anser albifrons), gâscă de semănătură (Anser fabalis), egretă mare (Ardea alba), stârc roșu (Ardea purpurea), stârc galben (Ardeola ralloides), rață-cu-cap-castaniu (Aythya ferina), rața moțată (Aythya fuligula), Aythya marila, rață roșie (Aythya nyroca), buha (Bubo bubo), Bucephala clangula, ciocârlie-cu-degete-scurte (Calandrella brachydactyla), fugaci de țărm (Calidris alpina), bătăuș (Calidris pugnax), caprimulg (Caprimulgus europaeus), chirichița cu obraz alb (Chlidonias hybrida), chirighiță neagră (Chlidonias niger), barză albă (Ciconia ciconia), barză neagră (Ciconia nigra), șerpar (Circaetus gallicus), erete de stuf (Circus aeruginosus), erete vânăt (Circus cyaneus), erete alb (Circus macrourus), erete cenușiu (Circus pygargus), porumbel (Columba livia), porumbel gulerat (Columba palumbus), dumbrăveancă (Coracias garrulus), cioară neagră (Corvus corone), Corvus monedula, egretă mică (Egretta garzetta), presură de grădină (Emberiza hortulana), Falco biarmicus, șoim de iarnă (Falco columbarius), Falco eleonorae, Falco naumanni, șoim călător (Falco peregrinus), vânturel de seară (Falco vespertinus), lișiță (Fulica atra), becațină comună (Gallinago gallinago), găinușă de baltă (Gallinula chloropus), gaiță (Garrulus glandarius), pescăriță râzătoare (Gelochelidon nilotica), cocor (Grus grus), vulturul pleșuv sur (Gyps fulvus), piciorong (Himantopus himantopus), Hydrocoloeus minutus, pescăriță mare (Hydroprogne caspia), stârc pitic (Ixobrychus minutus), sfrâncioc roșiatic (Lanius collurio), sfrânciocul cu frunte neagră (Lanius minor), Larus genei, Larus michahellis, pescăruș râzător (Larus ridibundus), sitar de mâl (Limosa limosa), ciocârlie de pădure (Lullula arborea), rață fluierătoare (Mareca penelope), rață pestriță (Mareca strepera), ciocârlie de bărăgan (Melanocorypha calandra), Mergellus albellus, Mergus serrator, cormoran mic (Microcarbo pygmaeus), gaia neagră (Milvus migrans), gaia roșie (Milvus milvus), vultur egiptean (Neophron percnopterus), Numenius arquata arquata, stârc de noapte (Nycticorax nycticorax), Oenanthe leucura, dropie (Otis tarda), vultur pescar (Pandion haliaetus), pelican mare alb (Pelecanus onocrotalus), potârniche (Perdix perdix), viespar (Pernis apivorus), fazan (Phasianus colchicus), Phoenicopterus ruber, coțofană (Pica pica), lopătar (Platalea leucorodia), țigănuș (Plegadis falcinellus), ploier auriu (Pluvialis apricaria), ciocântors (Recurvirostra avosetta), Spatula clypeata, rață cârâitoare (Spatula querquedula), graur (Sturnus vulgaris), călifar roșu (Tadorna ferruginea), chiră de mare (Thalasseus sandvicensis), fluierar negru (Tringa erythropus), fluierar de mlaștină (Tringa glareola), fluierar cu picioare verzi (Tringa nebularia), fluierarul cu picioare roșii (Tringa totanus), mierlă (Turdus merula), sturz-cântător (Turdus philomelos), nagâț (Vanellus vanellus)
- amfibieni (1): Bombina pachypus
- mamifere (3): vidră de râu (Lutra lutra), liliac cu picioare lungi (Myotis capaccinii), liliac comun (Myotis myotis)
- pești (2): Alburnus albidus, Rutilus rubilio
- reptile (4): șarpele cu patru dungi (Elaphe quatuorlineata), țestoasa de baltă (Emys orbicularis), țestoasă bănățeană (Testudo hermanni), elaphe situla (Zamenis situla)

Pe lângă speciile protejate, pe teritoriul sitului au mai fost identificate 10 specii de plante, 5 specii de amfibieni, 3 specii de mamifere, 2 specii de nevertebrate, 6 specii de reptile.